# Торонто Пиърсън
Международното летище Торонто Пиърсън (на английски: Toronto Pearson International Airport; код на IATA YYZ) е летище в Канада, провинция Онтарио.
Разположено е на територията на град Мисисага – на границата с град Торонто, обслужва околния район.
Това е най-натовареното летище в страната и 29-о в света, обработва 28 милиона пътници през 2004 г. Използва се като основен хъб (домашно летище за базиране и поддръжка) от авиокомпанията „Еър Канада“.